# Système Schmidt-Kolbe

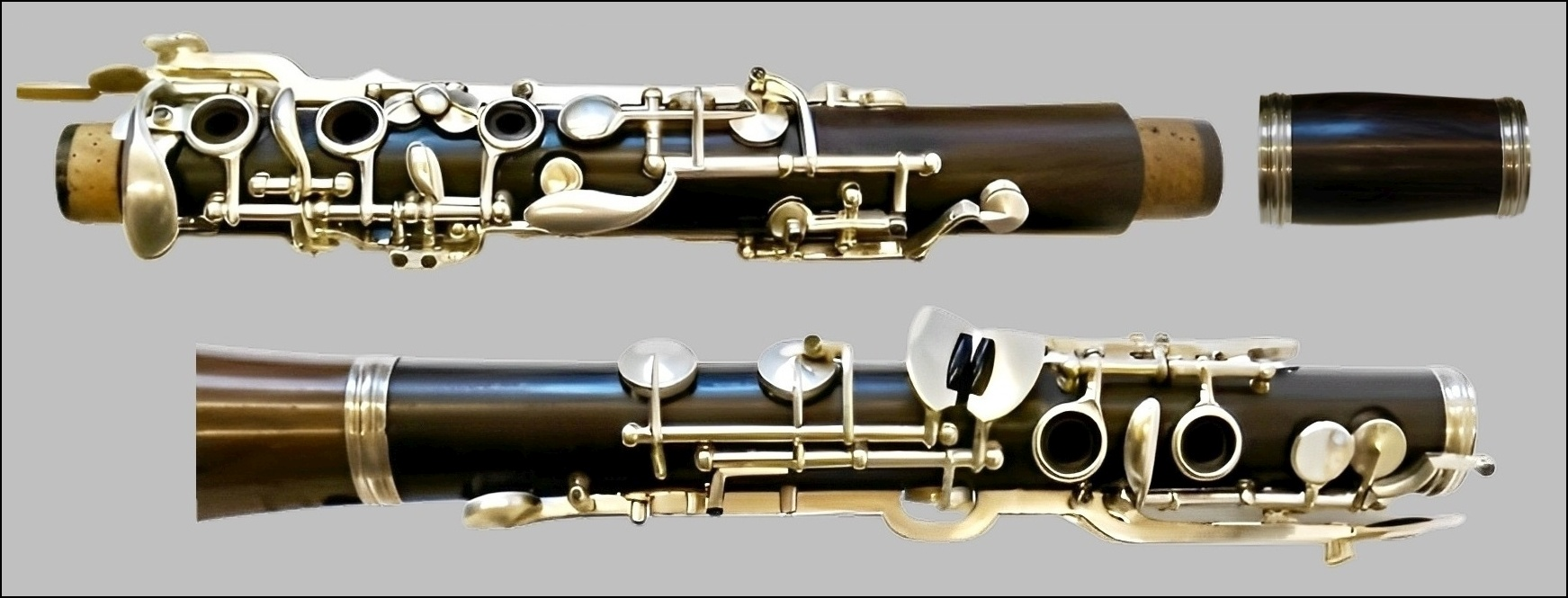
Clarinette Schmidt-Kolbe, fabriquée par Fritz Wurlitzer.

Le système Schmidt-Kolbe est un système de clétage breveté pour clarinette allemande inventé en 1905 par le clarinettiste Ernst Schmidt de Mannheim dans le but de corriger les principaux défauts du système Oehler en s'appuyant notamment sur le système Boehm et des innovations acoustiques comme une clé de registre automatique séparée de la clé de si bémol (souvent dénommée clé de si bémol clair) et la création d'un trou de résonance dans le pavillon. 

## Historique et description
Peu après l'apparition de la clarinette système Oehler (système allemand) vers 1905, le clarinettiste Ernst Schmidt de Mannheim développe et améliore en 1905, en collaboration avec un scientifique de l'acoustique, un nouveau système de clétage de clarinette appelé système Schmidt-Kolbe, de surcroît breveté, sur la base du système de clétage allemand, mais de construction différente et équipée de mécanismes partiellement différents ou supplémentaires,, qui ne présentait pas certains défauts parfois significatifs de la clarinette Oehler selon son concepteur, en particulier les deux suivants :
1. Le trou de tonalité pour le si bémol et le trou de registre (trou de douzième) étaient jusqu'alors de diamètre identique non seulement sur la clarinette Oehler, mais aussi sur toutes les autres. Les conséquences étaient et sont souvent un si bémol qui sonne creux (dite note de gorge) et des imprécisions dans l'intonation de l'octave supérieure. Schmidt a évité ces deux défauts en créant, par un mécanisme complexe de double clé de registre[5] (équivalent du mécanisme de si bémol clair), deux trous de résonance séparés, le changement de registre se faisant automatiquement; il a utilisé un  trou de petit diamètre placé plus haut sur l’instrument pour obtenir avec plus de facilité le registre clairon, et un trou de plus gros diamètre, un peu plus bas, permettant d’obtenir un si bémol qui émet de façon plus homogène;
2. Sur une clarinette sans le mécanisme complexe ajouté plus tard en option sur le pavillon des clarinettes professionnelles de la fin du XXe siècle, soit le mi grave est trop bas, soit le si bécarre médium est trop haut (ou bien il y a un compromis effectué par le facteur de clarinettes entre les deux notes). Schmidt a obtenu le bon accordage pour le mi grave et en même temps un volume sonore de cette note grâce à un trou placé au début du pavillon. Le fait que le si n'ait pas été affecté et qu'il ait pu s'épanouir librement est une conséquence de la construction globale avec, entre autres, une perce intérieure laquée plus large, une paroi plus épaisse du corps, une conicité plus grande que celui du système Oehler à l'extrémité du corps de bas, un pavillon aux parois plus fines et au volume plus important et un bec cylindrique.

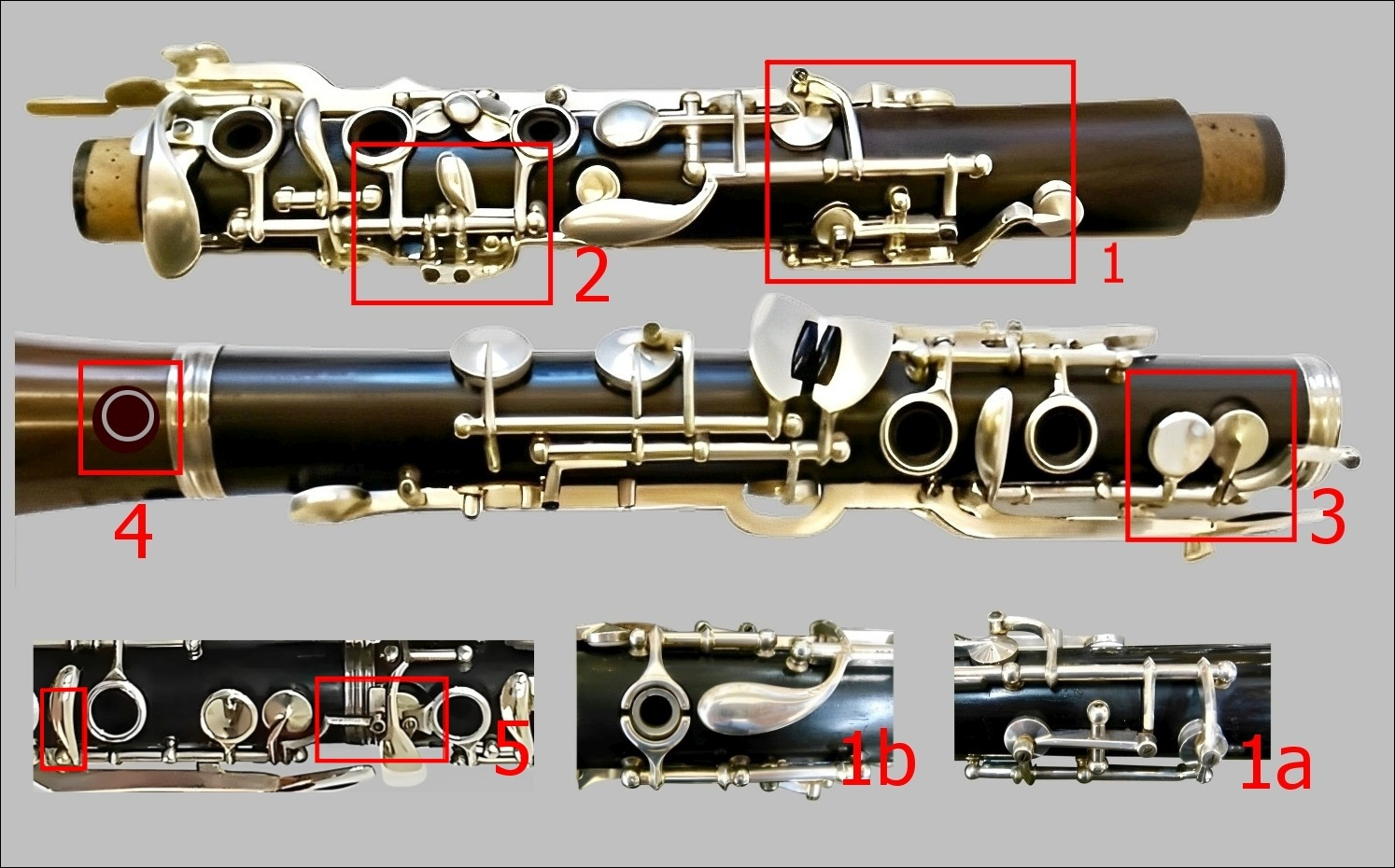
1. Orifices séparés pour le trou de si bémol et le trou de registre, 1a mécanisme vu de côté, 1b vu de dessous
2. Mécanisme pour le fa en fourche
3. Plateau aveugle et clé de résonance
4. Trou de résonance dans le pavillon
5. Liaison entre la partie supérieure et la partie inférieure, permet, avec la clé de si ou fa# de triller si/do# (chalumeau) ou fa#/sol# (clairon).

Cette clarinette doit son nom au facteur d'instruments Louis Kolbe, à Altenbourg, avec lequel Schmidt a d'abord collaboré. Lorsqu'il se brouille avec lui à cause de l'échec des premières réalisations de ce nouveau système, Fritz Wurlitzer (1888-1984), le père de Herbert Wurlitzer, prend le relais et fabrique ce nouveau type de clarinette, tout en continuant à fabriquer des clarinettes Oehler. 
Le système français a été repris par le doigté si/fa  pour le majeur droit, ainsi que sa variante si /fa avec l'index droit et la clé pour l'annulaire droit.
Ce système possède également un mécanisme de résonance pour le fa en fourche avec le majeur de la main gauche. De série également, une mécanique pour un son pur de la trille si/do  et fa /sol  (la clé dite aussi "do#/sol#" divisée).
Les becs ont, comme sur la clarinette Boehm française, une perce cylindrique, avec un diamètre jusqu'à 5,7 mm. Sur tous les autres modèles de clarinettes allemandes jusqu'à aujourd'hui, la perce est cylindrique, au diamètre maximum de 5,4 mm.
Les autres différences du système Schmidt-Kolbe par rapport à la clarinette Oehler sont :
- Le corps du haut est nettement plus long avec le système Schmidt-Kolbe que pour le système Oehler, le corps du bas plus court.
- Au niveau du passage du pavillon, l'élargissement conique dans le corps du bas est plus long et plus large dans le système Schmidt-Kolbe que dans le système Oehler, ce qui favorise l'attaque du troisième registre.
- Le pavillon a plus de volume que chez Oehler et ses parois sont plus fines.

Avec la fin de son activité professionnelle dans les années 1970, le savoir-faire pour la fabrication complexe de la clarinette Schmidt-Kolbe, plus exactement la clarinette Schmidt-Fritz Wurlitzer, qui était jouée par des solistes de premier plan comme Rudolf Gall au Concertgebouw d'Amsterdam sous la direction de Willem Mengelberg et Heinrich Geuser. Toutefois, le mécanisme mentionné au point 1 est encore proposé aujourd'hui sous une forme quelque peu simplifiée par Schwenk & Seggelke, tant pour la clarinette allemande qu'en système Boehm.
Les mécanismes fabriqués par Fritz Wurlitzer apparaissent plus raffinés que ceux de Kolbe, et ont été plébiscité par leurs propriétaires. La majorité des clarinettes Schmidt-Kolbe encore disponible sur le marché de l'occasion, notamment pour les collectionneurs, a été fabriquée par Fritz Wurlitzer. Ce système est également proposé par de petits facteurs comme Hammerschmidt & Söhne à Burgau.

## Citation
« Cette clarinette est la seule clarinette allemande de l'entre-deux-guerres à présenter un 3ème registre facile à jouer et à l'intonation parfaite pour toutes les variantes de doigté. La séparation des trous pour le si bémol et pour la clarinette dispose également d'un pavillon étroit à la jonction avec le corps du bas, au bénéfice du mi et du fa graves, sans conséquences négatives pour le registre aigu. »

— Dieter Kühr

## Utilisateurs
Pour les mélomanes, les enregistrements réalisés par Rudolf Gall restent une référence pour son jeu lyrique avec une clarinette système Schmidt-Kolbe.